# 병마용
병마용갱(兵馬俑坑)은 중국 산시성 시안시 린퉁구에 있는 진시황릉에서 1km가량 떨어진 유적지로 흙을 구워 만든 수 많은 병사, 말 등 모형이 있는 갱도이다. 1974년 농민이 우물을 파다가 우연히 발견해 지금까지 4개 갱도를 발견했다.
병용은 키가 184cm에서 197cm로 큰 편이며, 장군을 병사보다 크게 만들었다. 병마용은 전사, 전차, 말, 장교, 곡예사, 역사, 악사 등 다양한 사람과 사물을 표현하고 있다. 발굴한 4개 갱도 중 3곳에 모두 8천여 점의 병사와 130개의 전차, 520점의 말이 있다고 추정하며, 아직도 발굴하지 않은 상당수가 흙 속에 묻혀 있다.

## 개요

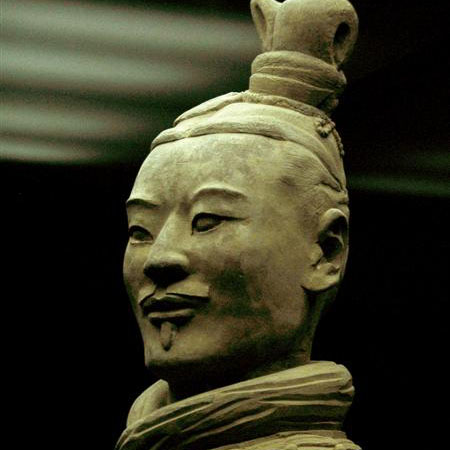
장교

병마용갱은 진시황 장례에 사용한 테라코타(terracotta)다. 병마용갱은 1974년 한 농부가 발견해서 발굴조사를 시작했다.
진시황릉에 관한 사마천의 사기에는 진시황이 340만 명 인부를 동원하여 기원전 246년에 건축하기 시작했다고 한다. 사마천의 사기는 진시황릉을 완공한 후 약 1 세기가 지난 때 저술한 사서다. 사기에 따르면, 진시황릉은 지상의 황궁을 그대로 옮긴 것과 같은 규모이며, 수은이 흐르는 5,000여 개 강과 수십 개 망루를 가진 도성 안에 온갖 보물과 병사로 화려하게 조성하였다고 전한다. 진시황릉은 지상 궁전을 재현한다는 개념으로 지었으며, 완공한 후 도굴을 막고자 동원했던 인부들을 모두 사살하였다고 한다. 2003년 1월 9일 진시황릉의 부장릉이 발견되어 진시황릉이 병마용 뿐만 아니라 실제 황궁을 재현한 것임을 다시 한 번 확인하게 되었다.
최근 조사 결과 병마용갱 부근의 리산의 토양이 많은 수은을 포함하고 있는 것으로 밝혀져 이곳이 바로 진시황릉이 조성된 곳으로 추정된다. 다시 말하자면, 진시황릉은 높이 76미터 넓이 350 평방미터에 이르는 흙으로 조성된 거대한 피라미드인 것이다. 리산에 대한 발굴은 아직 이루어지지 않았다. 2007년 중국의 고고학자들은 원격 탐지 장치를 이용하여 내부에 벽이 있음을 확인하였다.

## 병마용

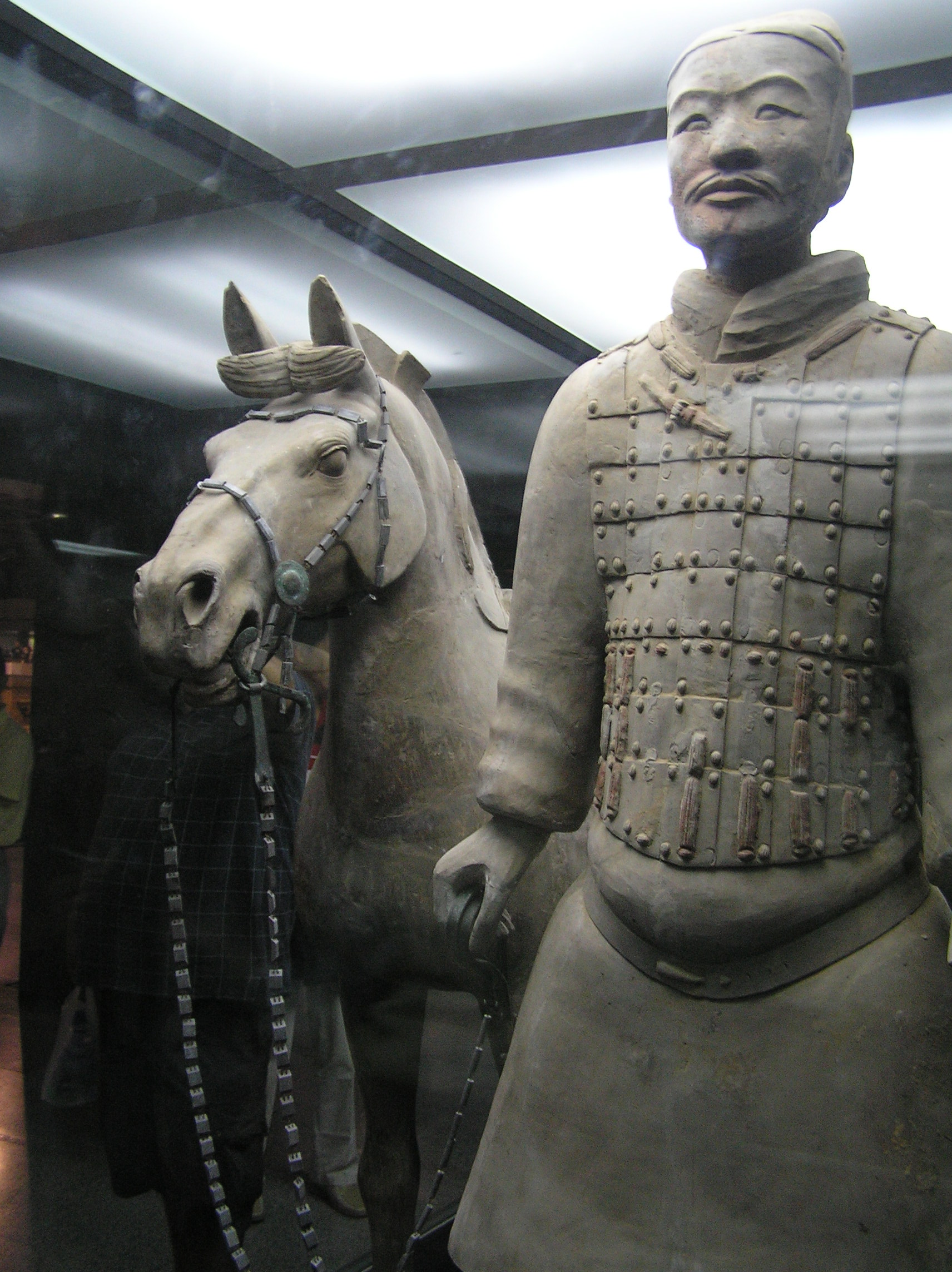
말과 병사

병마용의 병사들은 장인들에 의해 머리, 몸통, 팔, 그리고 다리가 각각 제작된 후 결합되었다. 연구 결과 제각기 다른 얼굴을 위해 8 종류의 틀이 사용되었다고 한다. 다른 부위도 각기 여러 종류가 있어 이들을 조합하여 다양한 형태의 병마용을 제작한 것이다. 다리 부분은 대부분 동일한 형태로 같은 틀을 사용하여 대량 생산한 것으로 추정된다. 이러한 조립을 위해서는 각각의 부분을 맞춘 뒤 다음 과정으로 넘겨주는 생산 공정에 따른 조립 라인이 있었을 것이다. 최근 역사학자들의 연구 결과 기와의 생산과 같은 일상 생활 용품의 제작에서도 이러한 생산 라인이 존재하였음이 확인되었다.
병마용은 살아있는 듯한 모습의 등신대로 제작되었으며 얼굴 부위에는 채색의 흔적이 있다. 병마용의 존재는 진시황제의 강력했던 권력을 상징한다.
병사들의 특징이 잘 살아 있는 것으로 보아, 실제 모델이 있었을 것으로 추정된다. 통일은 하되 특징을 살리는 진의 문화가 두드러진다.

## 갱도
병마용갱은 1974년 1호 갱이 발굴된 이후 현재까지 발굴이 진행 중이다.
- 1호 갱: 1974년에 발굴되었다. 총 14260제곱미터이며, 진용 약 6000구에 전차 40대가 발굴되었다.
- 2호 갱: 기병과 근위대의 용병이 있다.
- 3호 갱: 1976년에 발굴되었으며, 완전 발굴된 520제곱미터의 3호갱은 지휘부로 추정되는데, 장군의 것으로 보이는 채색된 전차 1량과 갑옷 입은 보병용 64건, 마용 4건이, 진용 78건, 전차 1대가 출토되었다.
- 4호 갱: 다른 갱도와 달리 병마용이 없이 비어있는 갱도였다.

## 사진

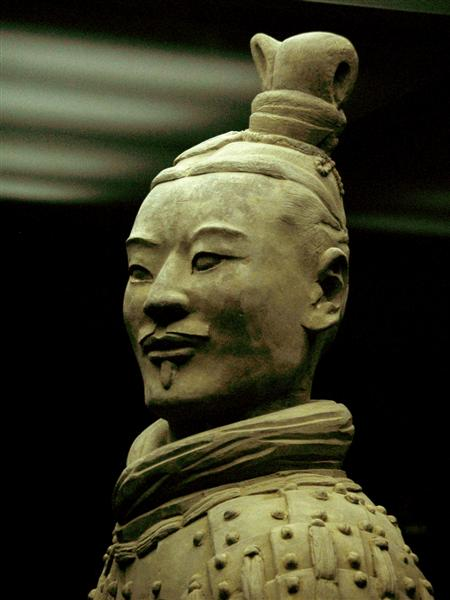
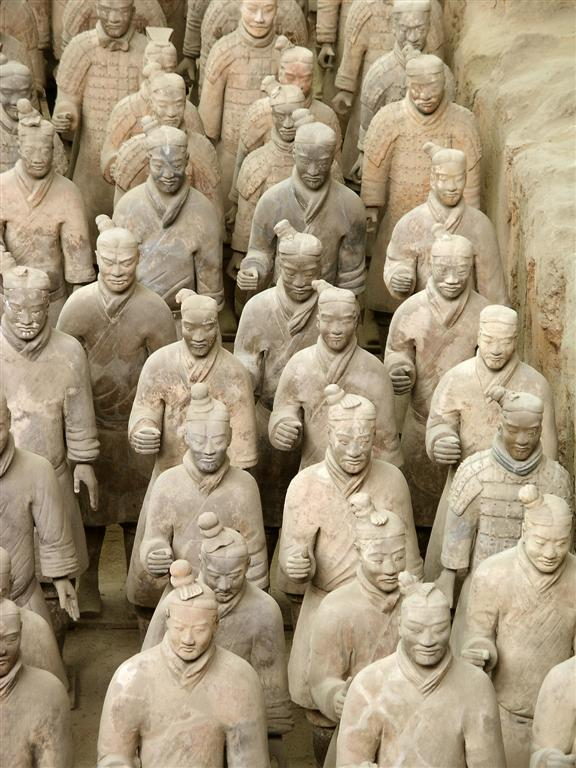
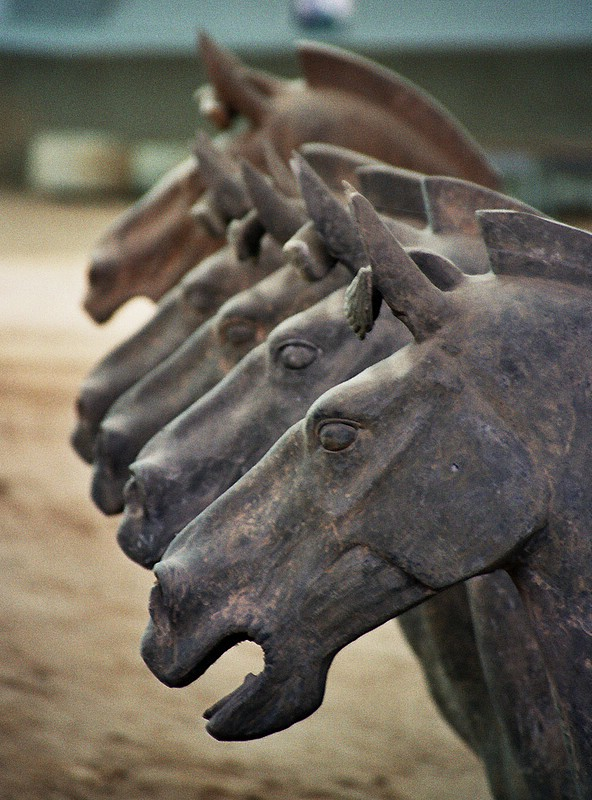
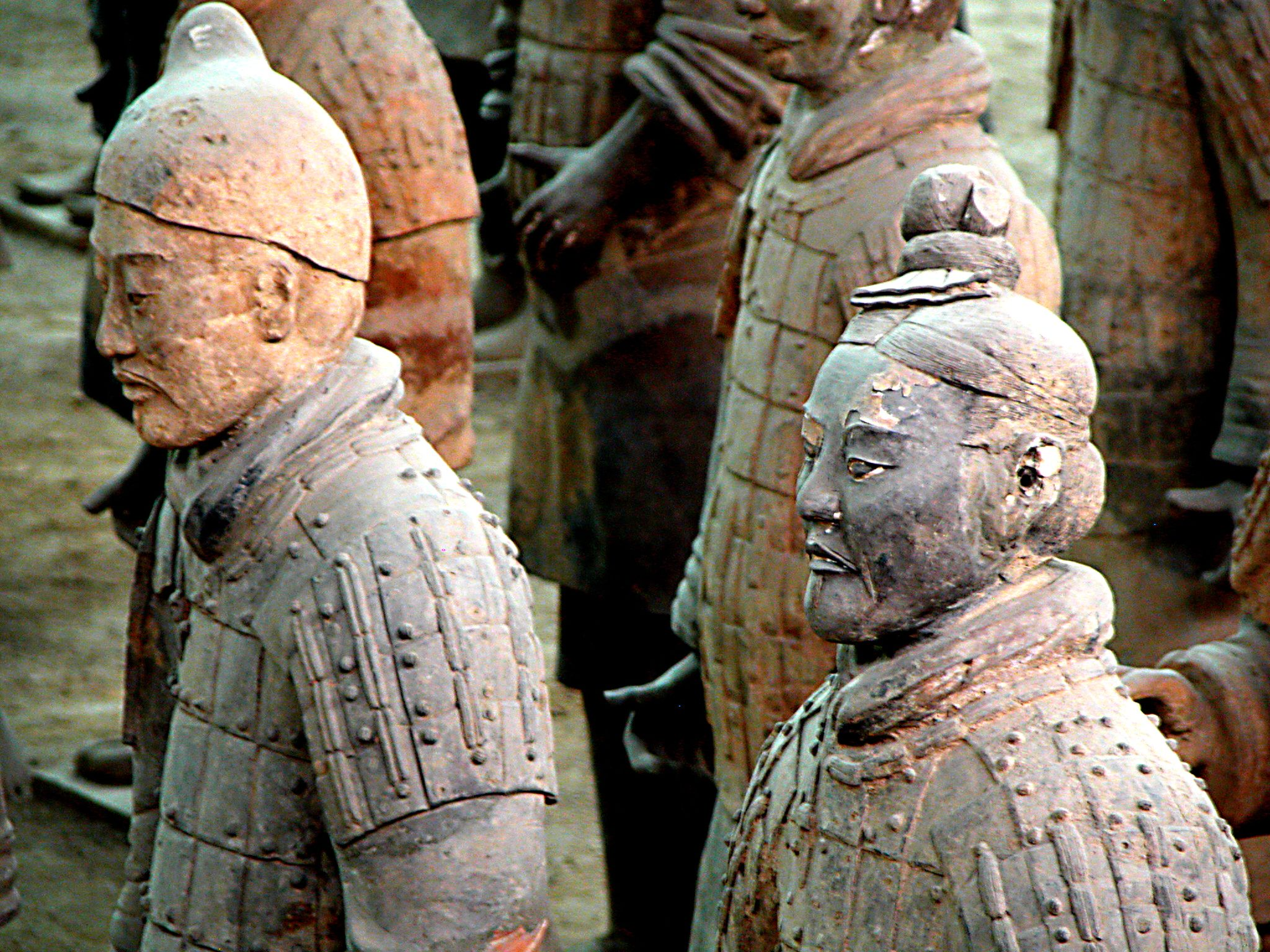
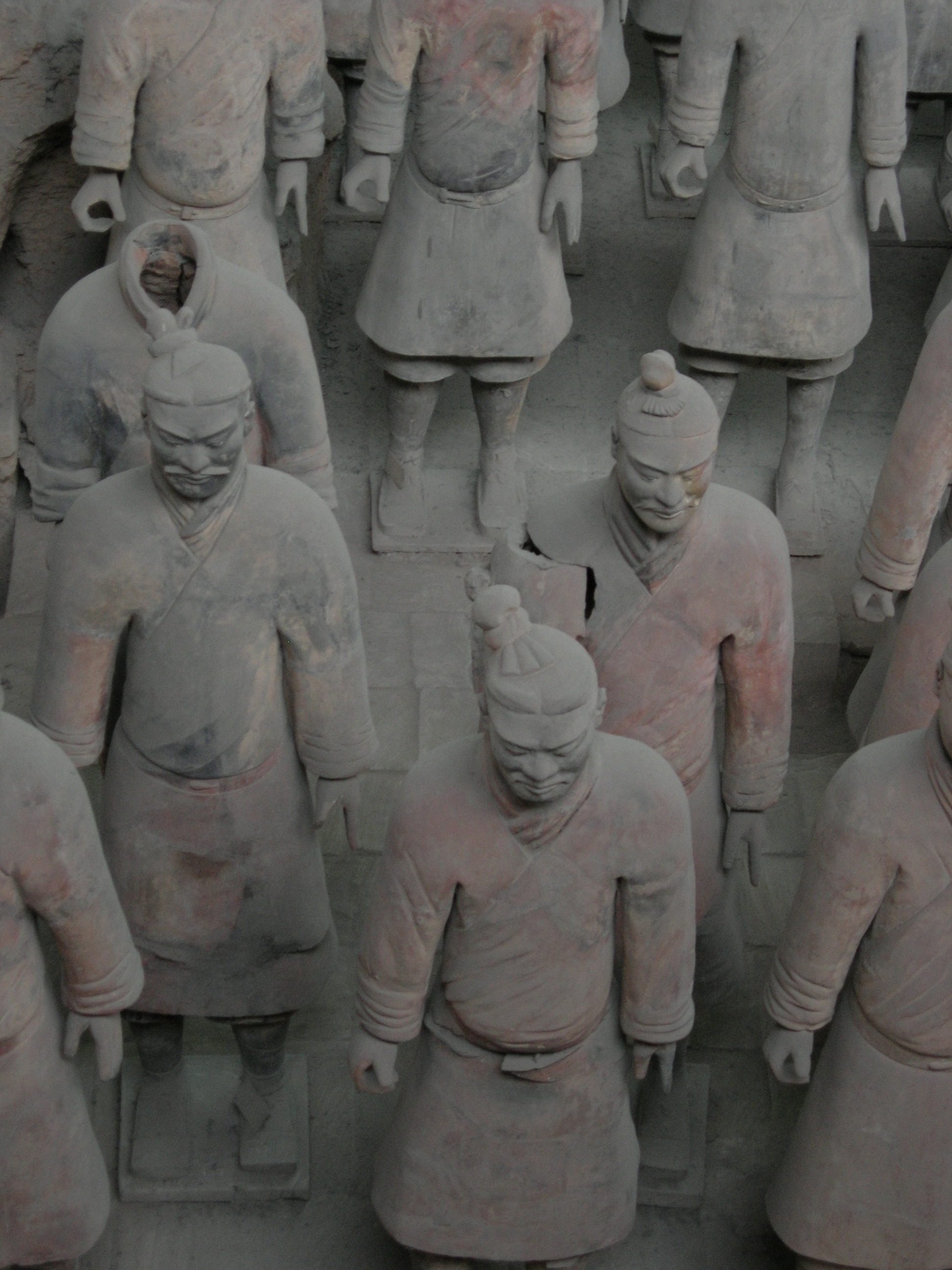
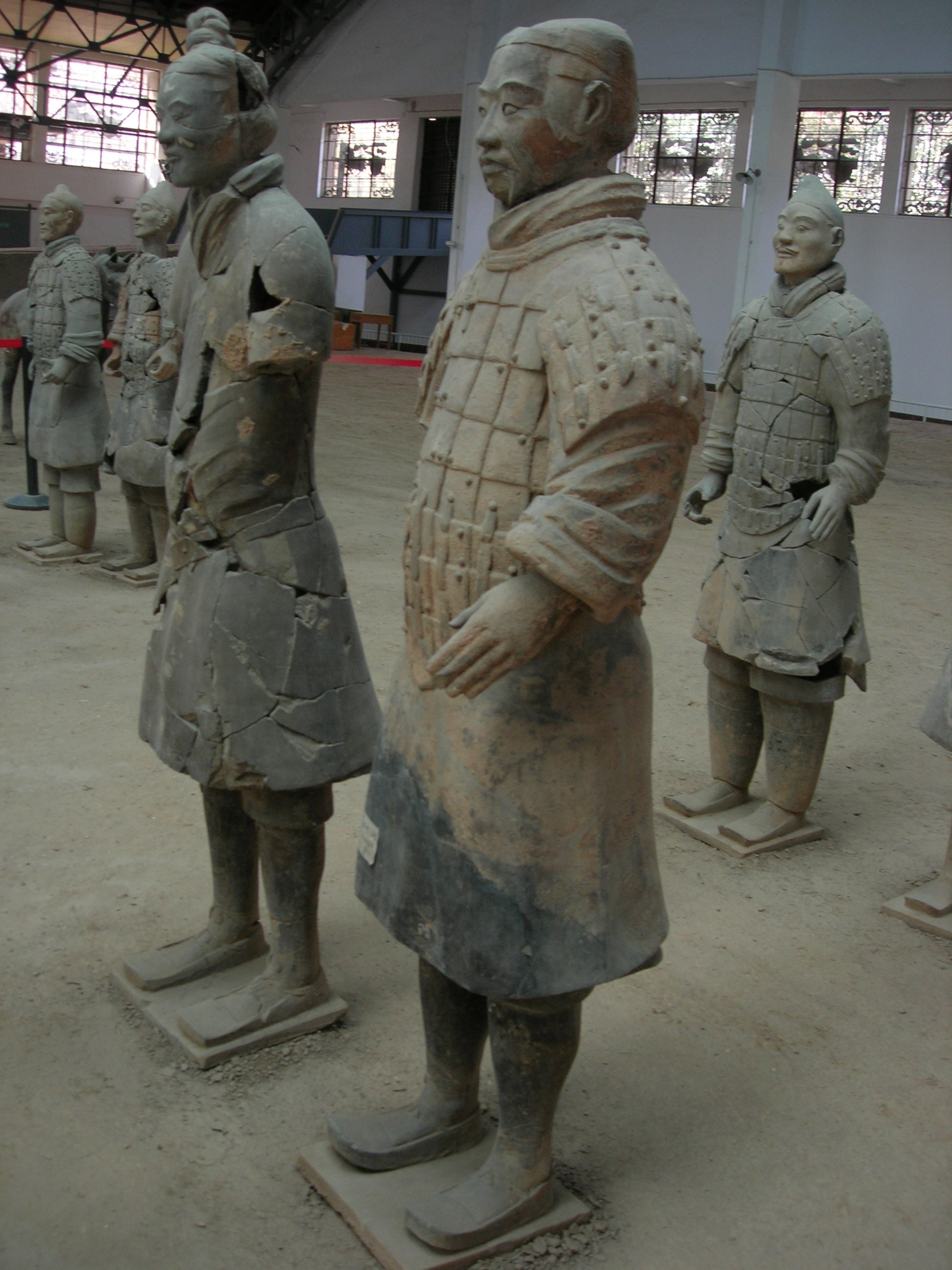
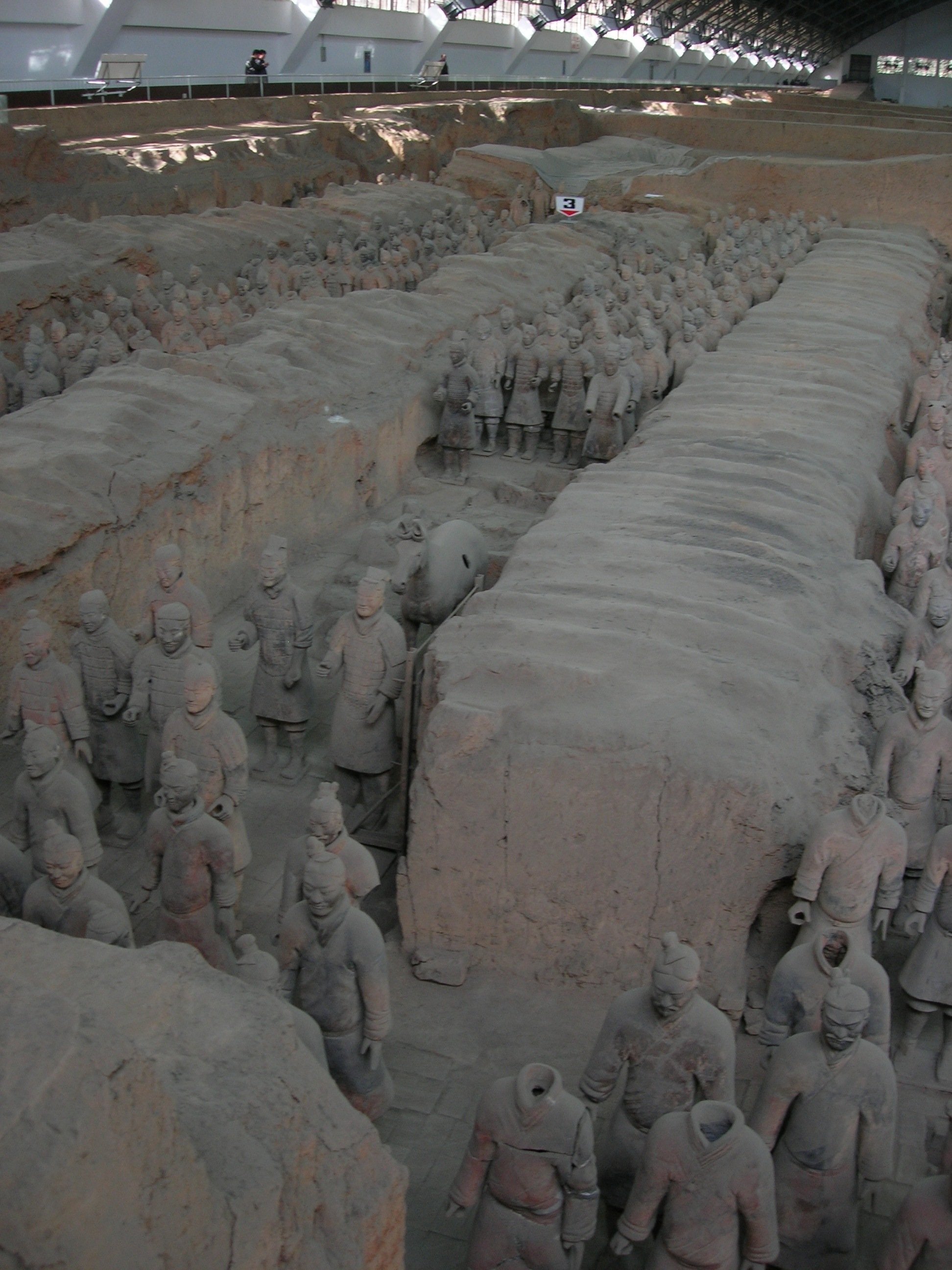
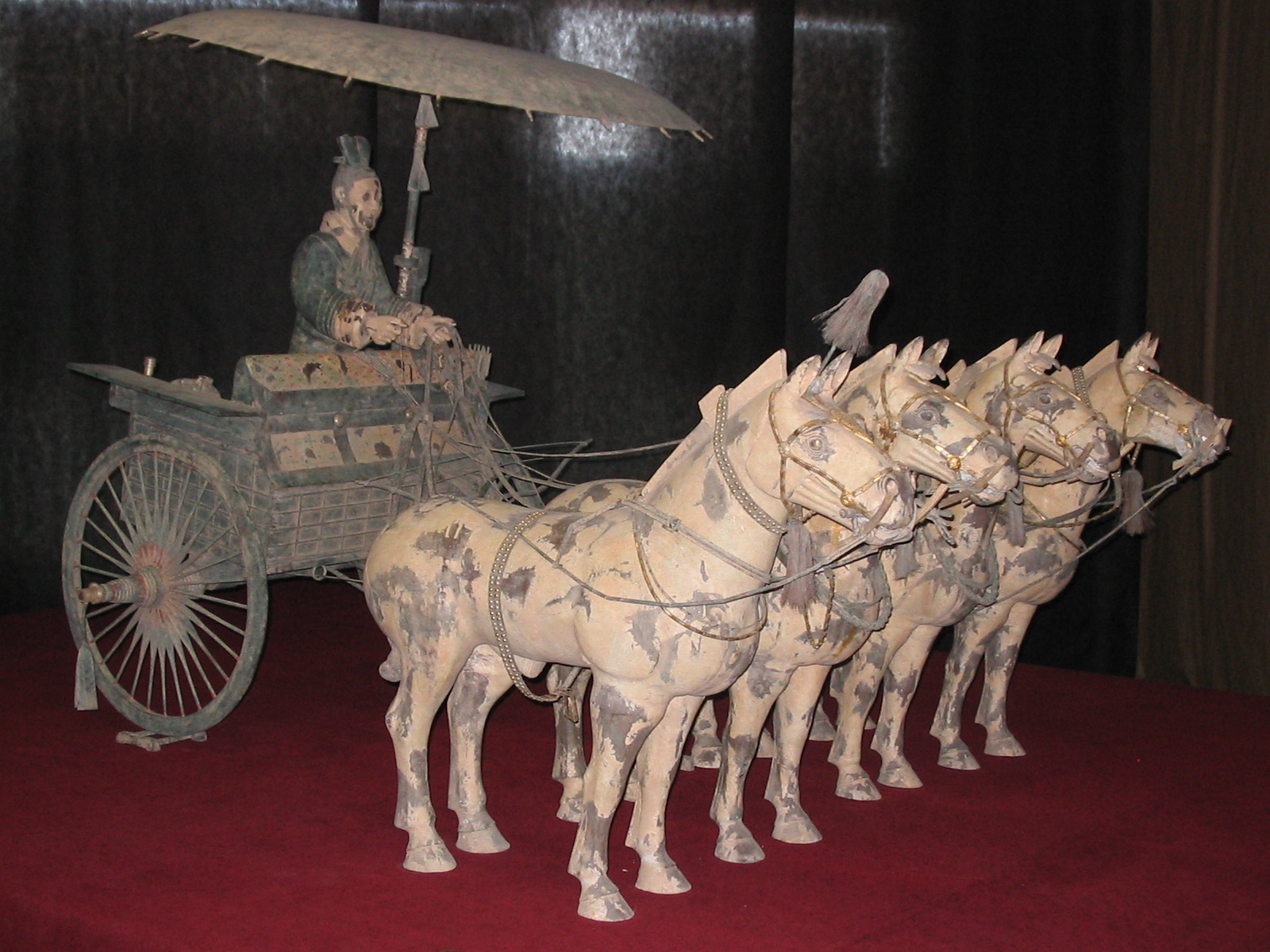
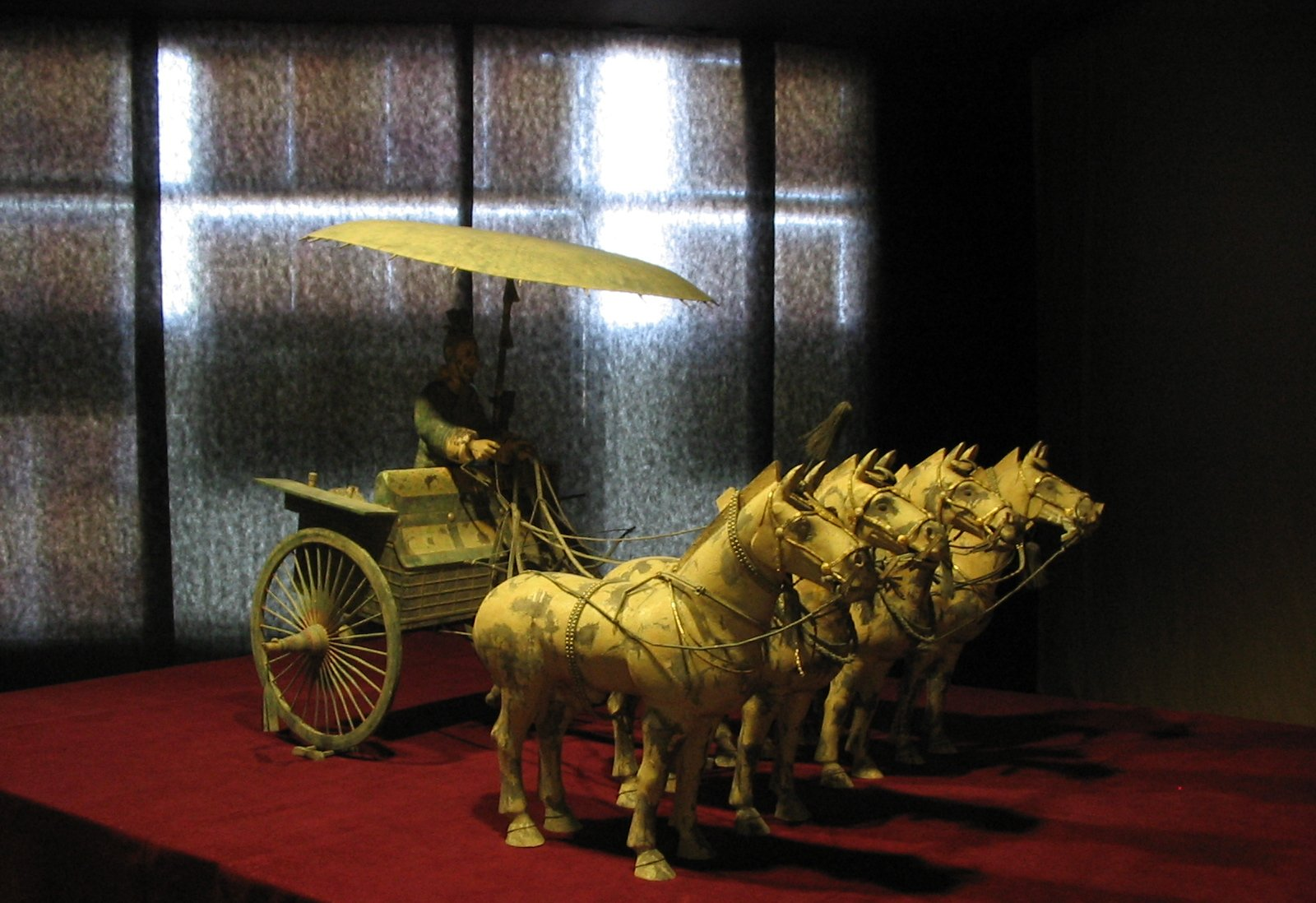
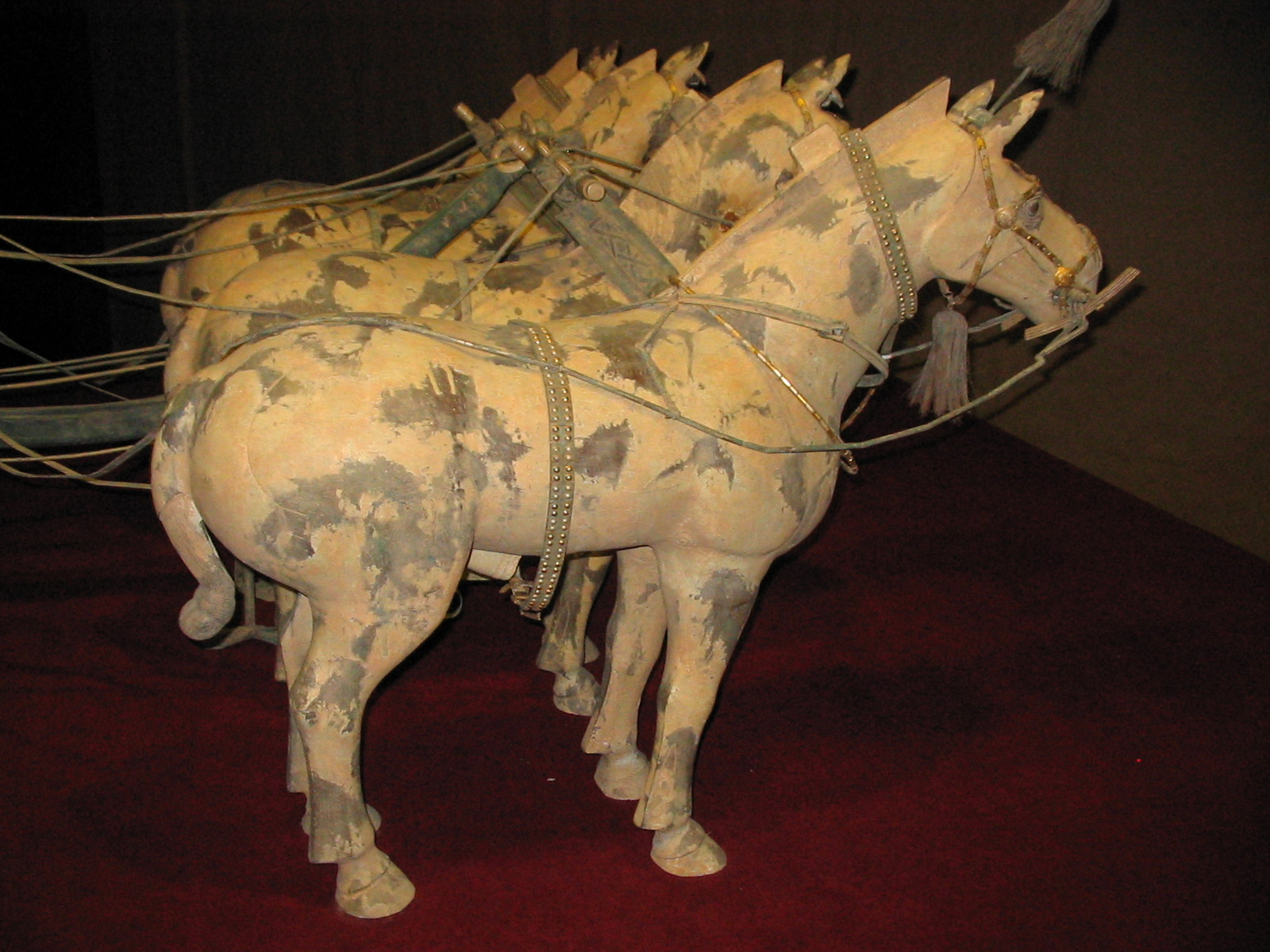
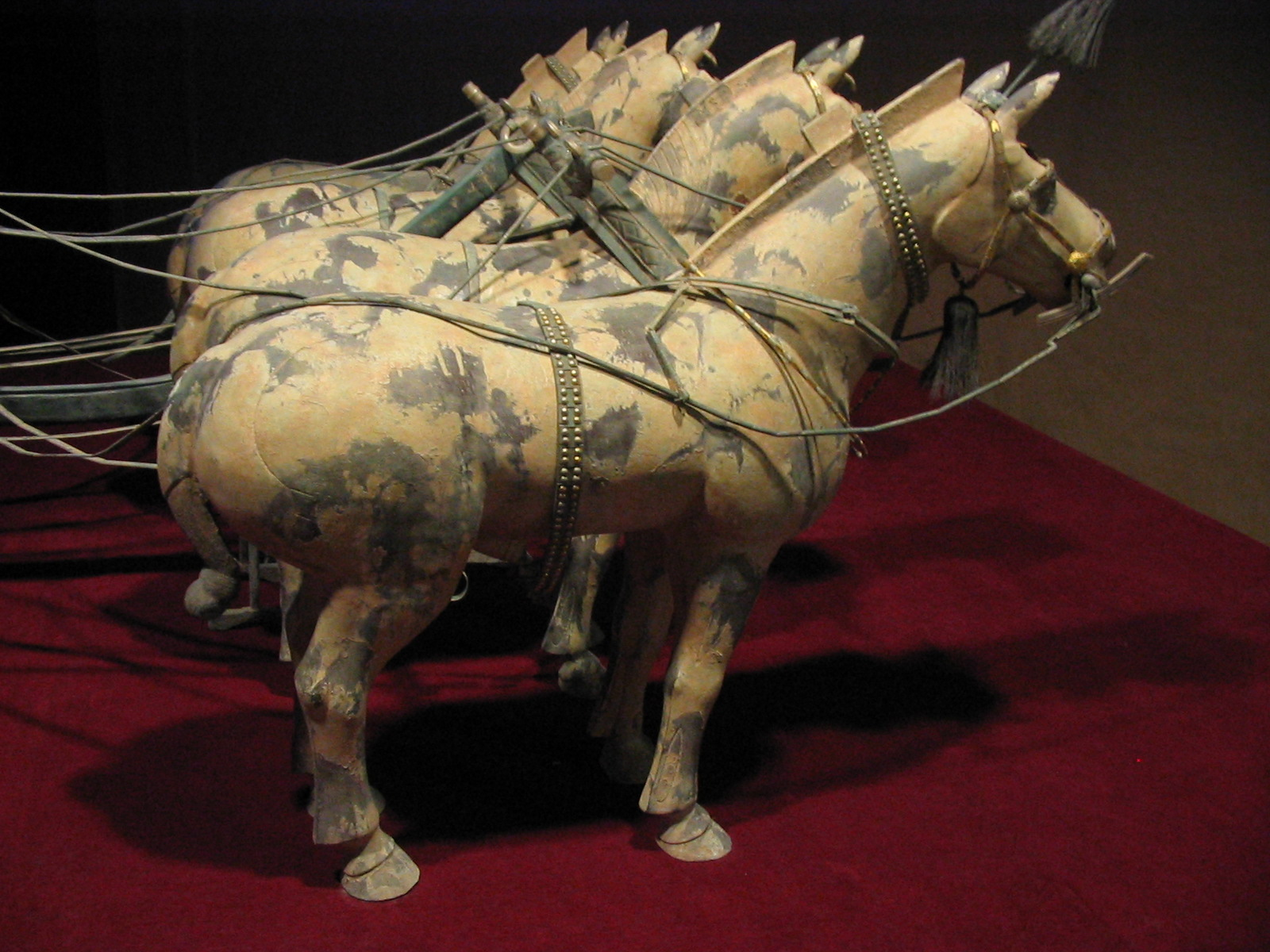
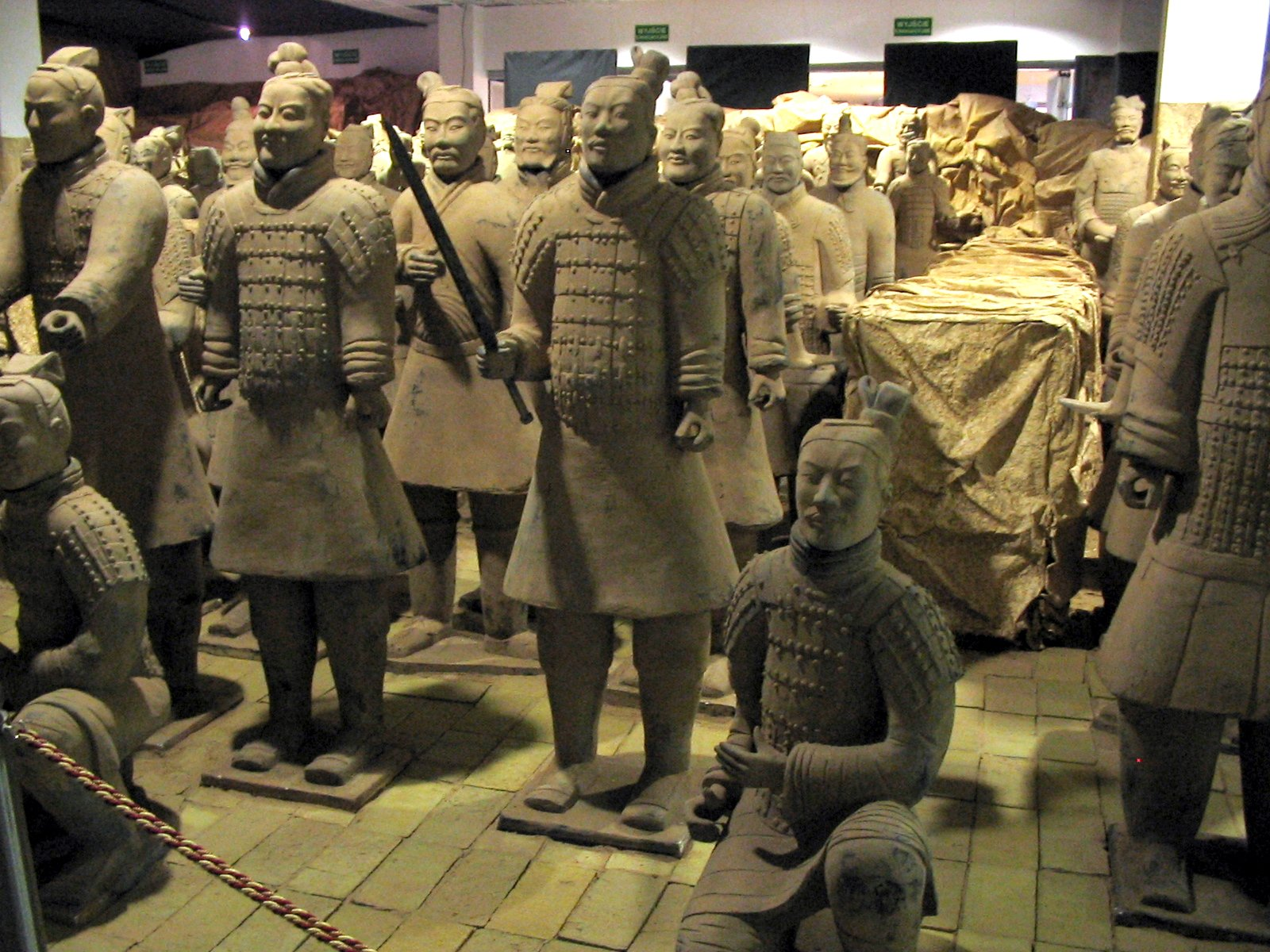
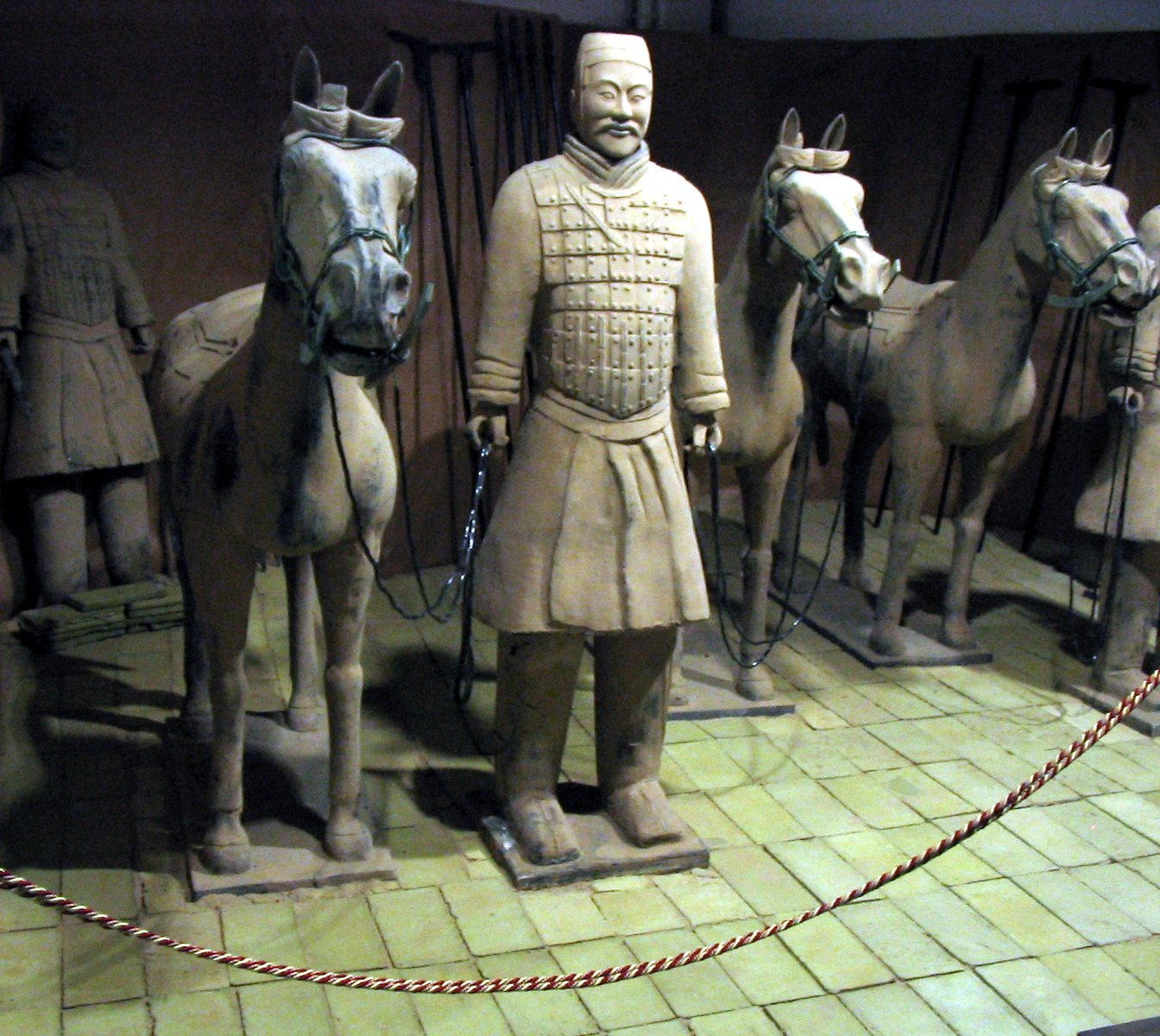
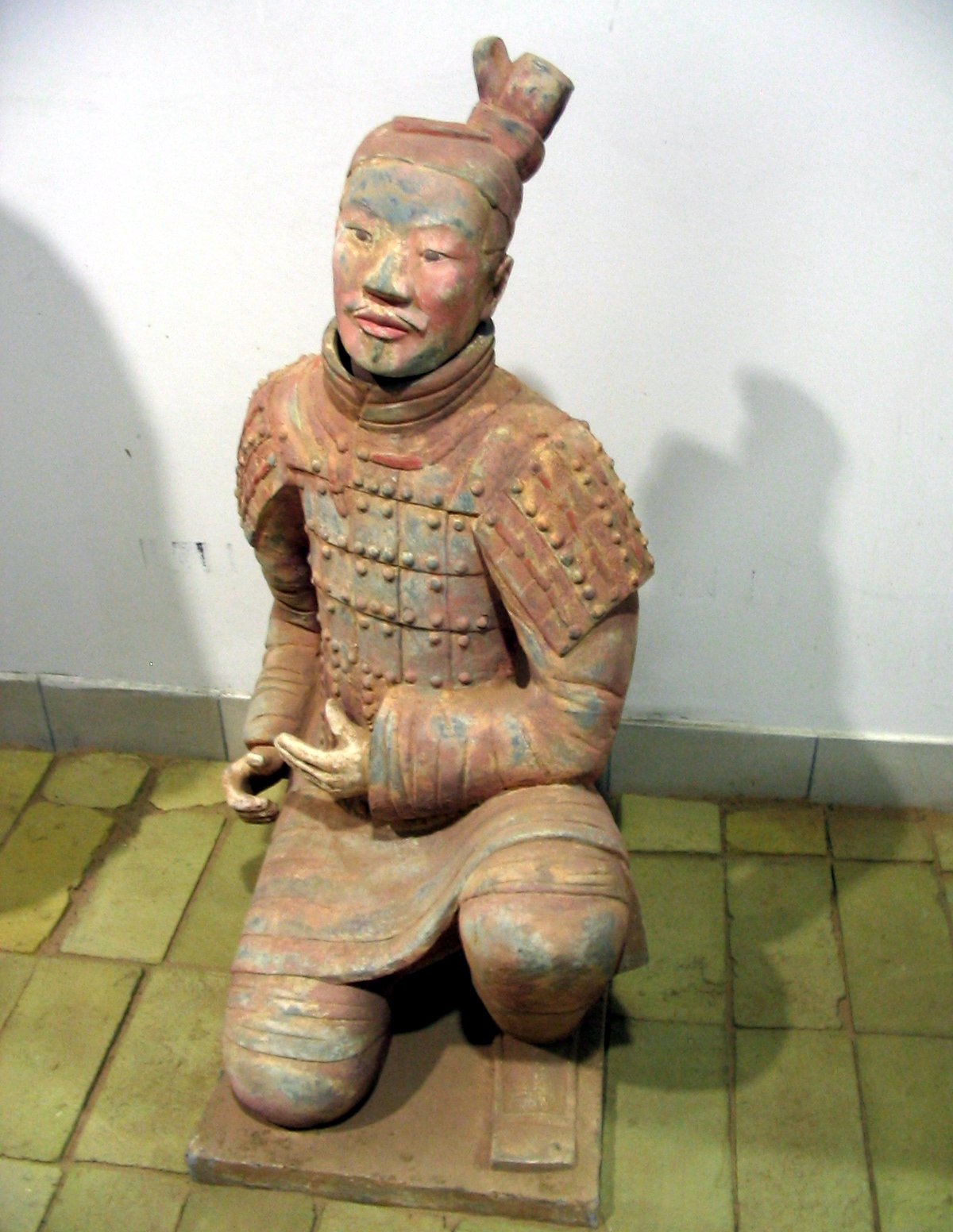
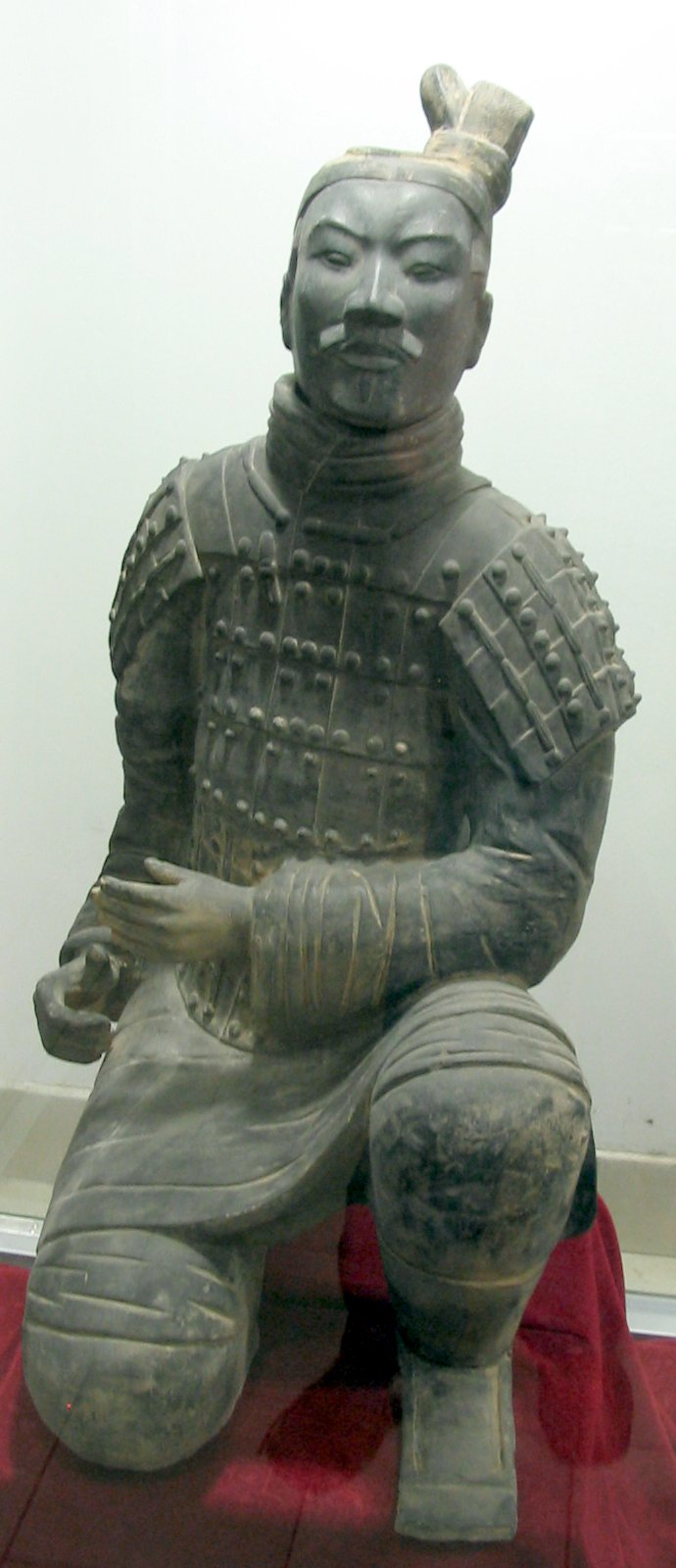
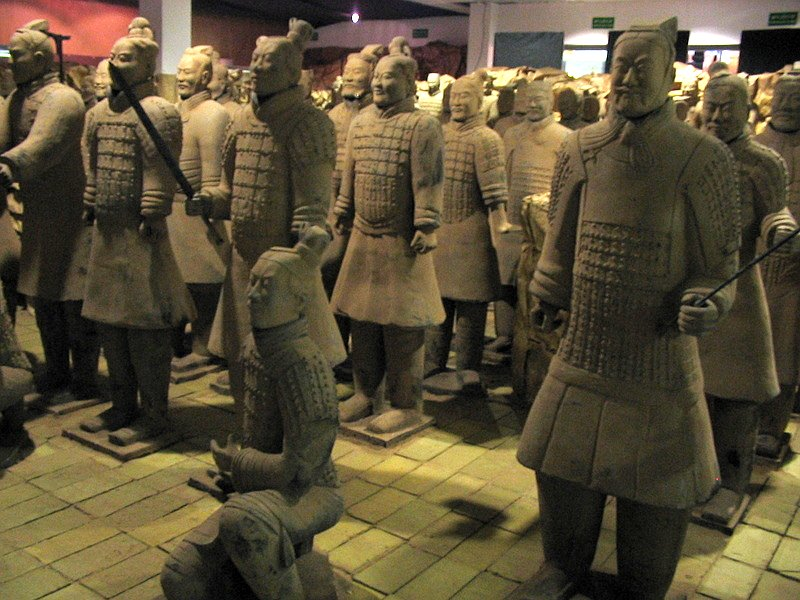
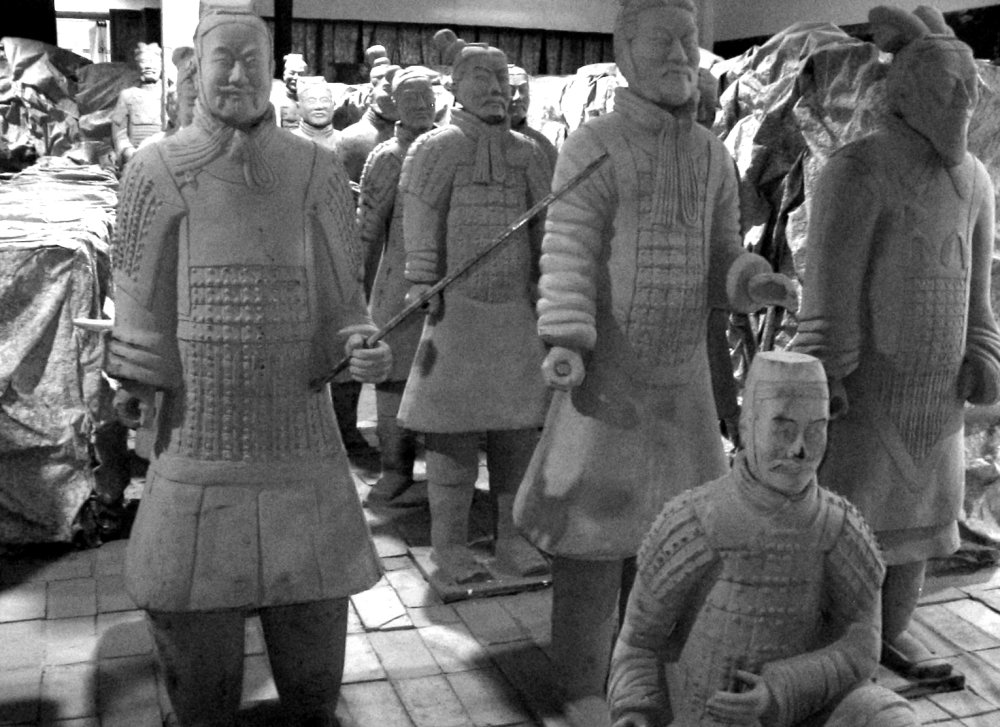
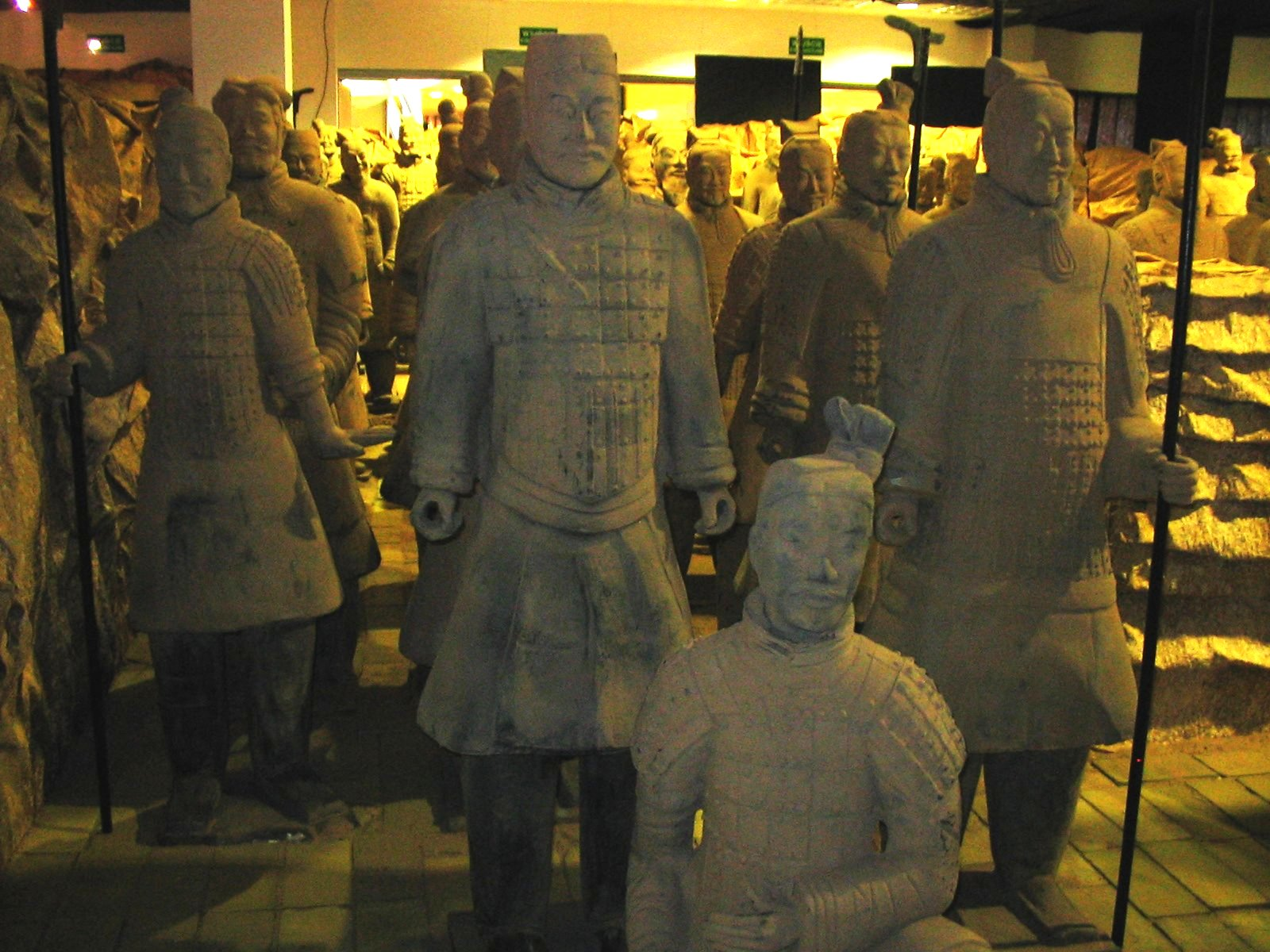

## 같이 보기
- 진 시황제
- 시안(西安)